# Urani tái chế
Urani tái chế (RepU) là urani được thu hồi từ tái chế hạt nhân - quá trình được thực hiện thương mại ở Pháp, Anh và Nhật Bản và bởi các chương trình sản xuất plutoni quân sự của các quốc gia có vũ khí hạt nhân. Urani này thực sự tạo nên phần lớn vật liệu được tách ra trong quá trình tái xử lý. LWR thương mại có nhiên liệu hạt nhân đã qua sử dụng chứa trung bình (không bao gồm tấm ốp) chỉ có bốn phần trăm plutoni, actinides nhỏ và phân hạch sản phẩm theo trọng lượng. Việc tái sử dụng urani đã qua xử lý lại không phổ biến vì giá thị trường urani thấp trong những thập kỷ gần đây, và vì nó chứa các đồng vị không mong muốn của urani.
Với giá urani đủ cao, việc tái chế urani được làm giàu và tái sử dụng là khả thi. Mức độ làm giàu cao hơn được yêu cầu để bù cho 236U nhẹ hơn 238U và do đó cô đặc trong sản phẩm được làm giàu. Ngoài ra, nếu các lò phản ứng nhân giống nhanh được đưa vào sử dụng thương mại, uranium đã qua xử lý lại như urani nghèo sẽ có thể sử dụng được trong các tấm che chắn của lò giống.
| Đồng vị     | Tỷ lệ     | Đặc trưng |
| ----------- | --------- | --- |
| uranium-238 | 98,5%     | Chất phì nhiêu |
| uranium-237 | 0%        | Chỉ khoảng 0,001% khi xuất hiện, nhưng chu kỳ bán rã chỉ 1 tuần. Tạo ra neptunium-237 có thể hòa tan, tồn tại lâu dài khó chứa trong kho địa chất. |
| uranium-236 | 0,4%-0,6% | Không phân hạch cũng không phì nhiêu, ảnh hưởng đến khả năng phản ứng                                                                              |
| uranium-235 | 0,5%-1,0% | Chất phân hạch |
| uranium-234 | >0,02%    | Chất phân hạch nhưng có thể ảnh hưởng đến khả năng phản ứng                                                                                        |
| uranium-233 | Rất ít    | Chất phân hạch |
| uranium-232 | Rất ít    | Chất phân hạch, sản phẩm phân hủy thallium-208 phát ra bức xạ gamma mạnh khiến việc xử lý khó khăn                                                 |